# Ian Brown (Segler)
Ian Warwick Brown (* 4. April 1954) ist ein ehemaliger australischer Segler.

## Erfolge
Ian Brown nahm an den Olympischen Spielen 1976 in Montreal in der 470er Jolle teil. Gemeinsam mit Ian Ruff belegte er den dritten Platz hinter den Deutschen Harro Bode und Frank Hübner sowie Antonio Gorostegui und Pedro Millet aus Spanien. Sie erhielten mit einer Gesamtpunktzahl von 57 Punkten die Bronzemedaille vor dem punktgleichen sowjetischen Boot, vor dem sie dank eines ersten Platzes in der sechsten Wettfahrt klassifiziert wurden. Den beiden sowjetischen Seglern Wiktor und Alexander Potapow gelangen lediglich zwei zweite Plätze. Brown war auch für die Olympischen Spiele 1980 in Moskau qualifiziert, verpasste aber aufgrund Australiens Teilnahme am Olympiaboykott einen weiteren Olympiastart. 1984 gehörte er zur Olympiareserve, ehe er 1988 die olympische Delegation als Trainer begleitete.